# Valise de Gladstone
Pour les articles homonymes, voir valise (homonymie).
La valise de Gladstone est le nom donné à la valise rouge qui a servi à transporter le budget du gouvernement britannique du ministère du Trésor jusqu'à la Chambre des communes de 1860 à 2010. Elle a été utilisée pour la première fois en 1860 par le chancelier de l'Échiquier William Gladstone, d'où son nom.  La plupart des chanceliers de l'Échiquier l'ont utilisée par la suite jusqu'en 2010. Mais son état de fragilité justifie aujourd'hui son « retrait du service actif », elle sera désormais exposée dans le Cabinet War Rooms.